# Pouteria adolfi-friedericii
Pouteria adolfi-friedericii là một loài thực vật có hoa trong họ Hồng xiêm. Loài này được (Engl.) A.Meeuse miêu tả khoa học đầu tiên năm 1960.